# Kaskadówka junnańska
Kaskadówka junnańska (Amolops viridimaculatus) – gatunek płaza bezogonowego z rodziny żabowatych (Ranidae).

## Występowanie
Płaz ten zamieszkuje kilka niepołączonych ze sobą obszarów:
- górę Phan Xi Păng na północy Wietnamu, gdzie ostatni raz spotkano go w 1997 roku
- zachodnią i środkową prowincję Junnan w południowych Chinach
- Dzuna w stanie Nagaland w skrajnie północno-wschodnich Indiach
- stan Arunachal Pradesh w skrajnie północno-wschodnich Indiach

Obecność zwierzęcia w Mjanmie nie jest pewna – odnotowano tam tylko jedno stwierdzenie w stanie Kaczin na północy kraju.
Gatunek ten odnotowano na wysokościach od 1400 do 2350 metrów nad poziomem morza w Chinach, 1000–2500 m n.p.m. w Indiach, w Wietnamie natomiast na wysokości 1750 m n.p.m. Jego siedlisko to górskie leśne strumienie, w Wietnamie w zasadzie jeden tylko strumień o skalistym dnie. Miejsca te służą zwierzęciu zarazem do rozmnażania się.

## Status
W Czerwonej księdze gatunków zagrożonych IUCN kaskadówka junnańska od 2022 roku jest klasyfikowana jako gatunek najmniejszej troski (LC, ang. Least Concern); wcześniej, od 2004 roku uznawano ją za gatunek bliski zagrożenia (NT, Near Threatened).
Kaskadówka junnańska nie należy do licznie występujących gatunków, choć lokalnie jest pospolita. Jej liczebność spada. Wśród zagrożeń dla gatunku IUCN wymienia małoobszarowe rolnictwo, budowanie zapór wodnych oraz wycinkę drzew. Większość zasięgu występowania tego płaza leży w obrębie obszarów chronionych; zamieszkuje on Eaglenest Wildlife Sanctuary, Dibang Wildlife Sanctuary i Mehao Wildlife Sanctuary w Indiach, Park Narodowy Hoàng Liên Sơn w Wietnamie oraz rezerwat Wuliangshan w Chinach, w którym to kraju żyje też w rezerwacie Gaoligongshan, jednakże ochrona w tym ostatnim jest kiepsko oceniana przez IUCN.